# Eneremius namaquensis
Eneremius namaquensis är en insektsart som beskrevs av Vitaly Michailovitsh Dirsh 1956. Eneremius namaquensis ingår i släktet Eneremius och familjen Lithidiidae. Inga underarter finns listade i Catalogue of Life.